# Épron
Pour les articles ayant des titres homophones, voir Éperon (homonymie).
Épron est une commune française, située dans le département du Calvados en région Normandie, peuplée de 1 883 habitants.

## Géographie

### Situation
La commune est au nord de la plaine de Caen et appartient à la communauté d'agglomération Caen la Mer. Son bourg est à 4,5 km au nord de Caen — dont la commune est limitrophe —, à 9 km au sud de Douvres-la-Délivrande et à 13 km au sud-ouest d'Ouistreham.
Le territoire est traversé par la route départementale no 7 reliant Caen au sud à Douvres-la-Délivrande et la Côte de Nacre au nord. Elle partage le territoire en deux parties comparables dont la quasi-totalité du bourg occupe la partie occidentale. Deux départementales se raccordent à cet axe : la D 177 traverse le sud du village et permet de rejoindre la colline aux Oiseaux au sud-ouest, et la D 226b mène à l'est à Lébisey (Hérouville-Saint-Clair). L'accès au boulevard périphérique de Caen est à 2 km au sud (échangeur n°5), permettant de rejoindre les grands axes rayonnant de Caen.
Aucun cours d'eau notable ne parcourt la commune. Épron est dans le bassin de l'Orne, par son affluent le Dan qui reçoit les eaux sortant du territoire par l'est et collectées par « le Vallon » au sud de Biéville-Beuville.
Le point culminant (60 m) se situe en limite sud. Le point le plus bas (25 m) est à l'est du territoire (le Vallon).
| \| Cambes-en-Plaine \| Biéville-Beuville \| Biéville-Beuville \| \| Cambes-en-Plaine \| Épron \| Hérouville-Saint-Clair \| \| Saint-Contest \| Caen \| Hérouville-Saint-Clair \| |                   |                        |
| |                   |                        |
| Cambes-en-Plaine | Biéville-Beuville | Biéville-Beuville      |
| Cambes-en-Plaine | Épron             | Hérouville-Saint-Clair |
| Saint-Contest | Caen              | Hérouville-Saint-Clair |

### Transports
La commune d'Épron est desservie par la ligne 7 du réseau Twisto (Épron Mairie ou Caen Campus 2 <> Caen Gambetta).
Les lignes 3 (Caen<>Courseulles sur mer) et 4 (Caen<>Cresserons) des bus verts du Calvados ont un arrêt dans la commune (le long de la RD7).

### Hydrographie
La commune est située dans le bassin Seine-Normandie. Elle n'est drainée par aucun cours d'eau,.

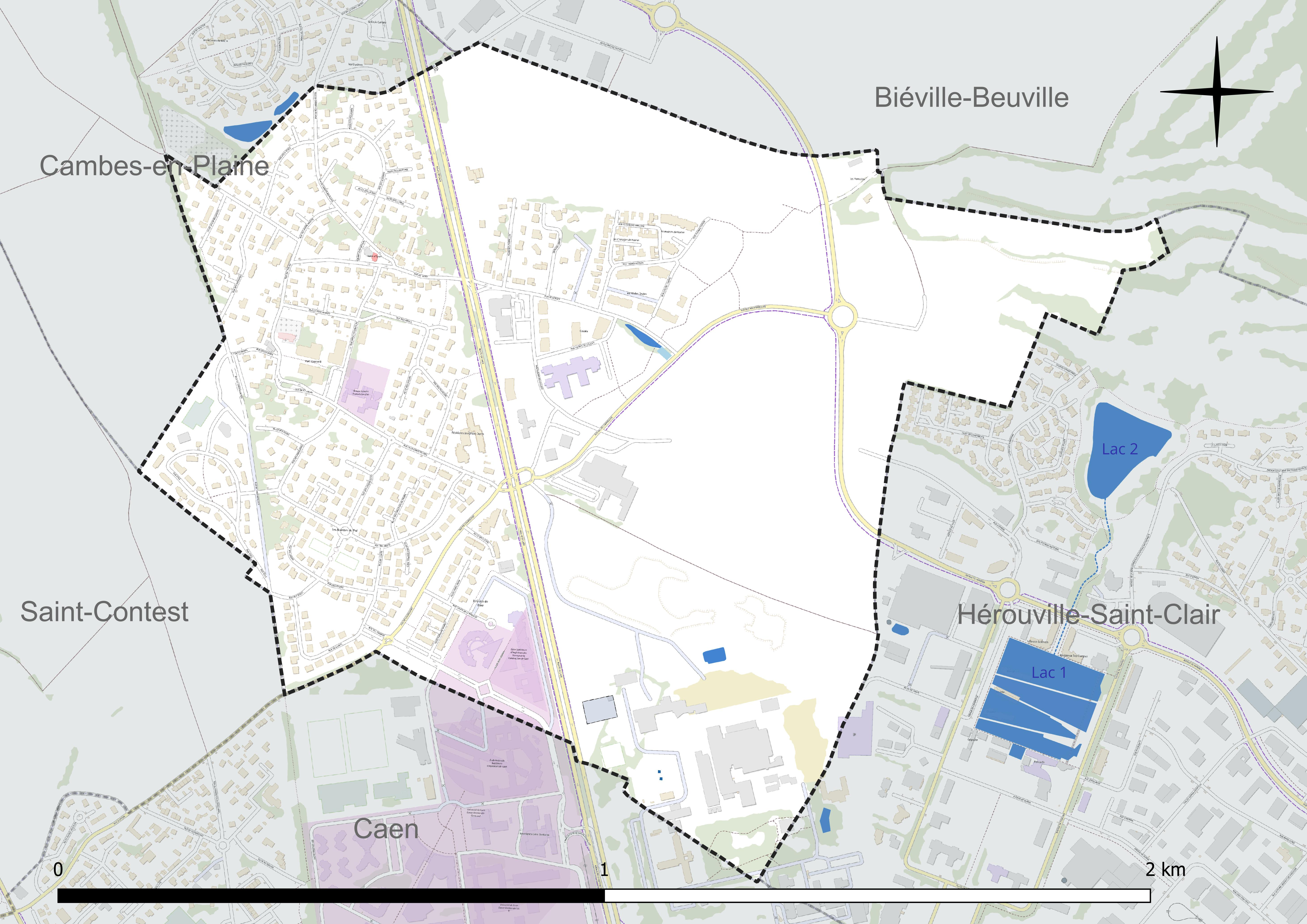
Réseau hydrographique d'Épron.

### Climat
Pour des articles plus généraux, voir Climat de la Normandie et Climat du Calvados.
En 2010, le climat de la commune est de type climat océanique altéré, selon une étude du CNRS s'appuyant sur une série de données couvrant la période 1971-2000. En 2020, Météo-France publie une typologie des climats de la France métropolitaine dans laquelle la commune est exposée à un climat océanique et est dans la région climatique  Normandie (Cotentin, Orne), caractérisée par une pluviométrie relativement élevée (850 mm/a) et un été frais (15,5 °C) et venté. Parallèlement le GIEC normand, un groupe régional d'experts sur le climat, différencie quant à lui, dans une étude de 2020, trois grands types de climats pour la région Normandie, nuancés à une échelle plus fine par les facteurs géographiques locaux. La commune est, selon ce zonage, exposée à un « climat des plateaux abrités », correspondant à la plaine agricole de Caen à Falaise, sous le vent des collines de Normandie et proche de la mer, se caractérisant par une pluviométrie et des contraintes thermiques modérées.
Pour la période 1971-2000, la température annuelle moyenne est de 10,8 °C, avec  une amplitude thermique annuelle de 11,9 °C. Le cumul annuel moyen de précipitations est de 674 mm, avec 11,6 jours de précipitations en janvier et 7,1 jours en juillet. Pour la période 1991-2020, la température moyenne annuelle observée sur la station météorologique la plus proche, située sur la commune de Carpiquet à 7 km à vol d'oiseau, est de 11,5 °C et le cumul annuel moyen de précipitations est de 740,3 mm,. Pour l'avenir, les paramètres climatiques de la commune estimés pour 2050 selon différents scénarios d'émission de gaz à effet de serre sont consultables sur un site dédié publié par Météo-France en novembre 2022.

## Urbanisme

### Typologie
Au 1er janvier 2024, Épron est catégorisée ceinture urbaine, selon la nouvelle grille communale de densité à 7 niveaux définie par l'Insee en 2022.
Elle appartient à l'unité urbaine de Caen, une agglomération intra-départementale dont elle est une commune de la banlieue,. Par ailleurs la commune fait partie de l'aire d'attraction de Caen, dont elle est une commune de la couronne,. Cette aire, qui regroupe 296 communes, est catégorisée dans les aires de 200 000 à moins de 700 000 habitants,.

### Occupation des sols
L'occupation des sols de la commune, telle qu'elle ressort de la base de données européenne d'occupation biophysique des sols Corine Land Cover (CLC), est marquée par l'importance des territoires artificialisés (63,2 % en 2018), en augmentation par rapport à 1990 (47,1 %). La répartition détaillée en 2018 est la suivante : 
zones urbanisées (41,8 %), terres arables (36,8 %), zones industrielles ou commerciales et réseaux de communication (17,1 %), espaces verts artificialisés, non agricoles (4,3 %). L'évolution de l'occupation des sols de la commune et de ses infrastructures peut être observée sur les différentes représentations cartographiques du territoire : la carte de Cassini (XVIIIe siècle), la carte d'état-major (1820-1866) et les cartes ou photos aériennes de l'IGN pour la période actuelle (1950 à aujourd'hui).

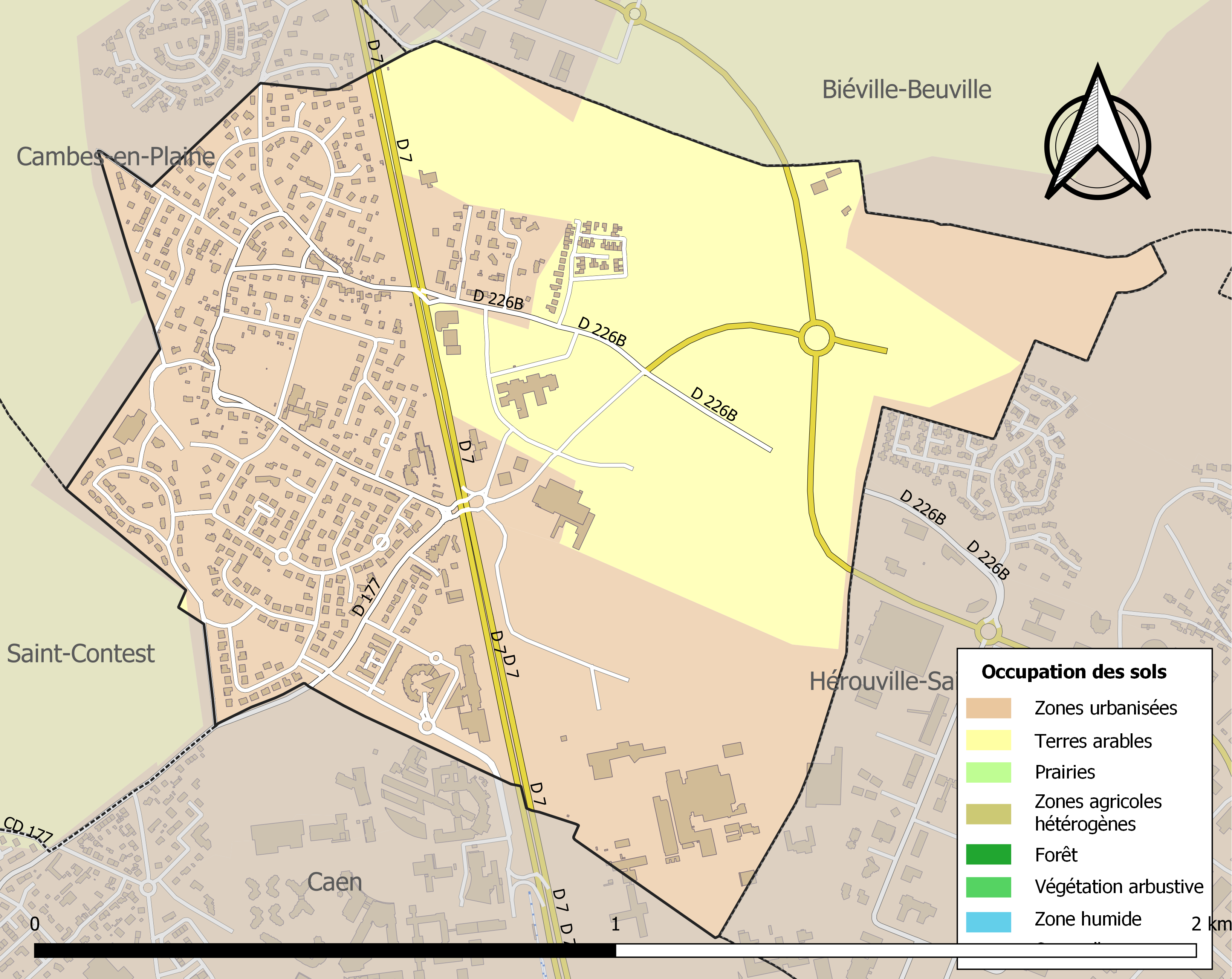
Carte des infrastructures et de l'occupation des sols de la commune en 2018 (CLC).

## Toponymie
Le toponyme est attesté sous les formes Esperon en 1206 et 1207 (cartulaire de l'abbaye d'Ardenne), ; Esperon vers 1220 (Livre Pierre du Thillay, p. 64) ; Esperun en 1286 (AC, H 208) ; Esperone vers 1350 (pouillé Bayeux) ; Sanctus Ursinus de Hesperone XIVe siècle (taxat. decim. dioc. Baioc.).
Il s'agit d'une formation toponymique mal éclaircie, les mentions disponibles étant trop récentes. Certaines sont identiques à celles d'Épron, hameau et moulin de la commune de Saint-Martin-de-Saint-Maixent (Deux-Sèvres, Esperum 1130, Esperons 1269; Esperon 1363 et 1528).
Selon Albert Dauzat, il s'agit d'une formation toponymique gallo-romaine basé sur un nom de personne latin Asperius suivi du suffixe -onem, explication reprise sans commentaire par René Lepelley qui remplace nom d'homme latin par nom de personne roman et -onem par suffixe latin de propriété -o / -onis, considéré aussi comme gaulois par les celtisants.
Remarque : l'évolution d'Asp- (Asperius) en Esp- (Esperon) est conjecturelle, car aucune attestation ancienne ne la valide. Par ailleurs, François de Beaurepaire a démontré qu'en Normandie, l'appellatif vieux norrois lundr « bosquet, petit bois » (voir  la Londe) en seconde position -lund, évoluait parfois en -ron, par exemple dans Yébleron (pays de Caux, Eblelont vers 1210 ; Yebleront en 1316). Cela semble également être le cas dans Cresserons, nom d'une commune située à 9 km d'Épron mentionné sous les formes Crisselon en 1234; Crisseron en 1258. Bien que cette évolution soit un peu précoce et qu'il faille aussi rejeter la forme du XIVe siècle, il est possible qu'Épron représente un ancien *Espelont, type toponymique attesté à plusieurs reprises dans la toponymie normande, comme Épelont (Saint-Valery-en-Caux, Espelont 1238), Épelont (Bermonville, Espelonc vers 1379) et Eperonde (L') (Mesnières-en-Bray, Ventes d'Esperonde 1540; L'Esperonde, bois taillis séparé de la forêt du Hellet, 1732). Ce dernier remonte au vieux norrois espi « peuplier tremble » + lundr « bosquet, petit bois », d'où le sens global de « petit bois de trembles ».
Le gentilé est Épronnais.

## Histoire
Le 9 juillet 1944, la 59th Staffordshire Division entre dans Épron, occupée par la 21e Panzer Division. Les pertes seront lourdes des deux côtés. Par vingt fois, le village sera pris et repris, deux cent mille obus le bombardent.

### Village de la radio
Épron est appelée « le village de la radio » car sa reconstruction après la guerre a été parrainée par la Radiodiffusion française, en novembre 1948. En été cette année-là, les animateurs Jean Nohain et Francis Bernard suivent le Tour de France pour la radio et traversent des régions où les séquelles de la guerre sont encore visibles. La radio demande alors aux auditeurs de désigner quel département, selon eux, a été le plus sinistré durant la guerre : le Calvados l'emporte, du fait que sur près de 800 communes, seule une vingtaine ont échappé à la destruction,. Le préfet du département se voit alors confier la tâche de dresser la liste des dix communes les plus touchées : Authie, Touffréville, Soumont, Truttemer-le-Grand, Pontécoulant, May-sur-Orne, Maltot, Cheux, Noyers-Bocage et Épron ; début décembre, c'est le nom d'Épron qui est tiré. Un appel aux dons lancé par la radio permet d'obtenir plusieurs millions d'anciens francs en billets de 5, 10 et 20. Le 5 juin 1949, Jean Nohain, le ministre de la Reconstruction et le directeur de la RTF Wladimir Porché lancent les travaux qui reconstruiront tout le village (y compris le clocher de l'église Saint-Ursin, typique des XIe et XIIe siècles, relativement épargnée par les combats) sur le tracé d'antan en quelques mois.
Un film documentaire, Au fil des ondes, est sorti en 1951. En souvenir de ce partenariat, la commune a donné le nom de Jean-Nohain à un square, la place de la Mairie a été baptisée place Francis-Bernard (chef du service des relations avec la presse à la RTF, à l'origine du parrainage) et une rue du nom de la RTF. Peuplé d'environ 200 habitants à sa reconstruction, le village en compte aujourd'hui[Quand ?] deux milliers et les projets d'aménagement pourraient faire doubler la population en quelques années.

## Politique et administration
| Période                                  | Période   | Identité          | Étiquette    | Qualité |
| ---------------------------------------- | --------- | ----------------- | ------------ | --- |
| 1949                                     | 1983      | Maurice Vaubert   |              | Cadre de l'Équipement                                                                                         |
| 1983                                     | Mars 2001 | Bernard Jaeckert  | UDF puis RPR | Retraité de l'Apave                                                                                           |
| Mars 2001                                | En cours  | Franck Guéguéniat | PRG          | Personnel de direction de l'Éducation nationale Conseiller régional Vice-Président du Parti radical de gauche |
| Les données manquantes sont à compléter. |           |                   |              | |

Le conseil municipal est composé de dix-neuf membres dont le maire et quatre adjoints.

## Démographie
L'évolution du nombre d'habitants est connue à travers les recensements de la population effectués dans la commune depuis 1793. Pour les communes de moins de 10 000 habitants, une enquête de recensement portant sur toute la population est réalisée tous les cinq ans, les populations de référence des années intermédiaires étant quant à elles estimées par interpolation ou extrapolation. Pour la commune, le premier recensement exhaustif entrant dans le cadre du nouveau dispositif a été réalisé en 2008.
En 2022, la commune comptait 1 883 habitants, en évolution de +15,17 % par rapport à 2016 (Calvados : +1,58 %, France hors Mayotte : +2,11 %).
Épron a compté jusqu'à 1 755 habitants en 1999.
| 1793 | 1800 | 1806 | 1821 | 1831 | 1836 | 1841 | 1846 | 1851 |
| ---- | ---- | ---- | ---- | ---- | ---- | ---- | ---- | ---- |
| 125  | 156  | 161  | 188  | 199  | 212  | 208  | 214  | 212  |

| 1856 | 1861 | 1866 | 1872 | 1876 | 1881 | 1886 | 1891 | 1896 |
| ---- | ---- | ---- | ---- | ---- | ---- | ---- | ---- | ---- |
| 192  | 174  | 152  | 126  | 110  | 121  | 124  | 132  | 106  |

| 1901 | 1906 | 1911 | 1921 | 1926 | 1931 | 1936 | 1946 | 1954 |
| ---- | ---- | ---- | ---- | ---- | ---- | ---- | ---- | ---- |
| 120  | 121  | 98   | 93   | 90   | 196  | 225  | 134  | 184  |

| 1962 | 1968 | 1975 | 1982 | 1990  | 1999  | 2006  | 2008  | 2013  |
| ---- | ---- | ---- | ---- | ----- | ----- | ----- | ----- | ----- |
| 267  | 325  | 568  | 858  | 1 425 | 1 755 | 1 634 | 1 598 | 1 600 |

| 2018  | 2022  | - | - | - | - | - | - | - |
| ----- | ----- | - | - | - | - | - | - | - |
| 1 633 | 1 883 | - | - | - | - | - | - | - |

## Économie
Le Grand accélérateur national d'ions lourds est en grande partie situé sur le territoire communal. Le 3 novembre 2016, Spiral 2 est inaugurée par le président de la République, François Hollande en présence des ministres de la Recherche et des Affaires européennes.

## Culture locale et patrimoine

### Distinction
Candidat au palmarès 2019 du Concours départemental des villes et villages fleuris, Épron a reçu le 3e prix dans la catégorie Communes entre 1 000 et 5 000 habitants le 14 octobre 2019.

### Lieux et monuments

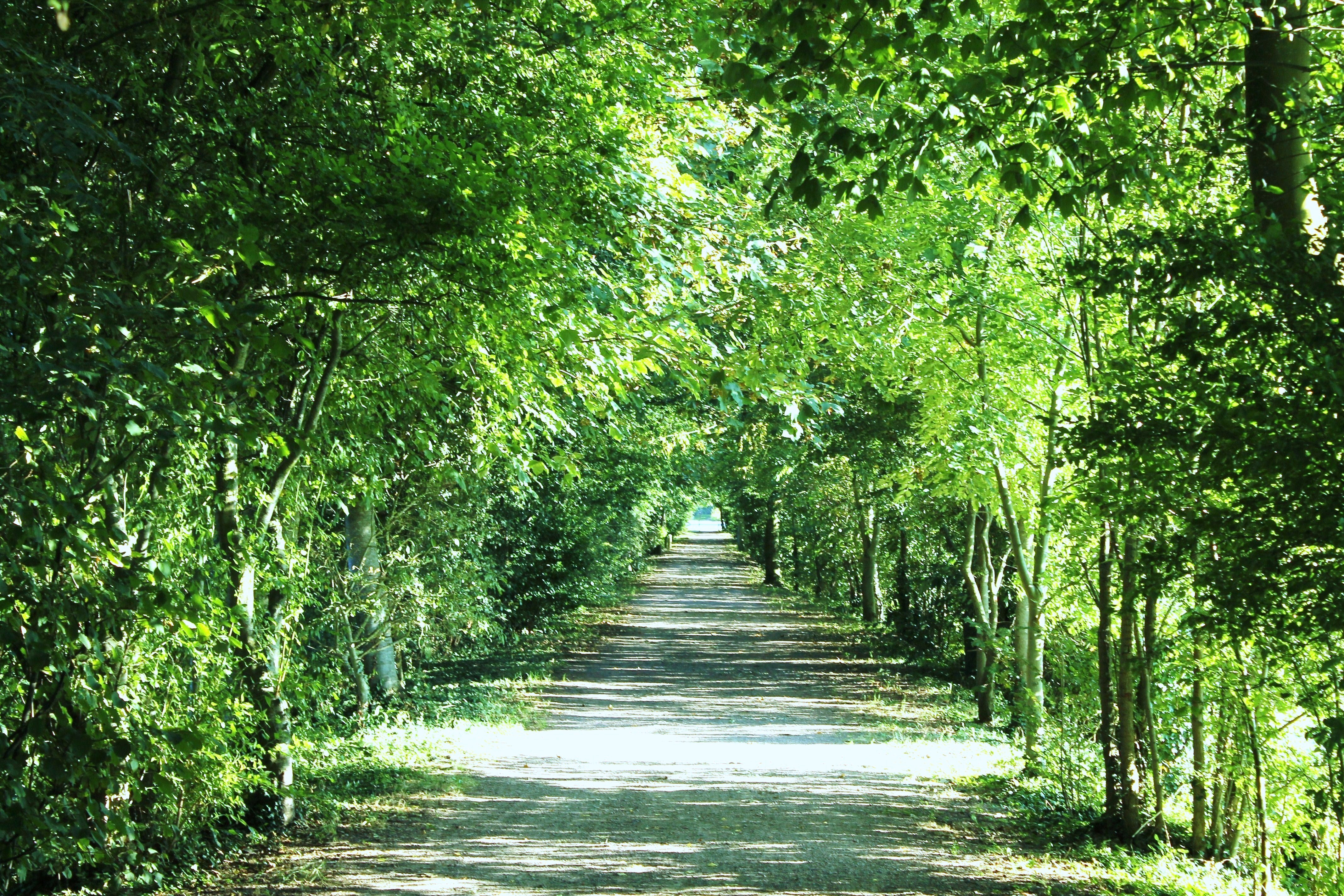
Le chemin de la 59th Staffordshire-Division.

- Église Saint-Ursin, reconstruite après la Seconde Guerre mondiale.
- Chemin de la 59th-Staffordshire-Division. Le 9 juillet 1944, dans le cadre de l'opération Charnwood, la 59th Staffordshire Division britannique, emprunta ce chemin venant de Cambes-en-Plaine pour entrer dans Épron.

### Activité et manifestations

#### Jumelages
- Zufre (Espagne) depuis 2007.

#### Manifestations
Chaque année est organisée la foire aux greniers d'Épron, une des plus importantes du nord de Caen, dans la cour du foyer du père Robert et dans les rues alentour. En 2005, une série de concerts de groupes locaux (Utopia…) est appelée Épr'on The Rock.
À chaque printemps depuis 2002, la commune organise durant un week-end le printemps de la peinture et des arts. Lieu d'éveil culturel, il accueille près d'une quarantaine d'exposants.

### Personnalités liées à la commune
- Michel de Boüard (1909-1989), historien et archéologue, résistant et déporté. Un square, inauguré le 16 mai 2009, porte désormais son nom.
- La commune accueille aussi depuis 2012 une préparation militaire de la Marine nationale intitulée « Amiral Hamelin ». 25 jeunes y sont formés chaque année.

### Héraldique
| Blason de Épron | Blason  | D'argent à la croix au pied fiché de sable chargée en abîme d'une molette d'éperon du champ, au comble cousu aussi du champ chargé de l'inscription EPRON en lettres capitales aussi de sable. |
| Blason de Épron | Détails | Armes parlantes. Armes adoptées par délibération municipale du 9 décembre 1988. |